# Vanden Plas
Это статья о музыкальной группе, об автомобильной компании см. Vanden Plas (компания)
Vanden Plas — немецкая музыкальная группа, играющая в стиле прогрессивный метал. Была образована в середине 80-х годов в немецком городе Кайзерслаутерн.

## История
В 1991 была записана песня «Keep On Running» как гимн для местного футбольного клуба национальной лиги «Кайзерслаутерн». В 1994 году для этого же клуба был записан новый гимн «Das Ist Für Euch».
Все члены группы принимали участие в мюзиклах и рок-операх, таких как: «Иисус Христос — суперзвезда», «The Rocky Horror Show», «Little Shop Of Horrors», «Эвита».
В 2004 году, вокалист Энди Кунц представил публике амбициозный сольный проект под названием «Abydos». Премьера мюзикла, основанного на этом проекте, состоялась 2 февраля 2006 года в Pfalztheater Кайзерслаутерна.
31 марта 2006 года, группа выпустила концептуальный альбом, озаглавленный «Christ 0», и основанный на романе Александра Дюма «Граф Монте-Кристо».

## Состав
- Энди Кунц (Andy Kuntz) — вокал
- Стефан Лилл (Stephan Lill) — гитара
- Торстен Рейхарт — бас-гитара
- Андреас Лилл (Andreas Lill) — ударные
- Гюнтер Верно (Günter Werno) — клавишные

## Дискография

### Студийные альбомы
- Colour Temple (1994)
- The God Thing (1997)
- Far Off Grace (1999)
- Beyond Daylight (2002)
- Christ 0 (2006)
- The Seraphic Clockwork (2010)
- Chronicles of the Immortals: Netherworld (Part One) (2014)
- Chronicles of the Immortals: Netherworld II (2015)
- The Ghost Xperiment: Awakening (2019)
- The Ghost Xperiment: Illumination (2020)
- The Empyrean Equation of the Long Lost Things (2024)

### EP
- AcCult (1996, акустический EP)

### Концертные альбомы
- Spirit of Live (2000)
- The Seraphic Live Works (2017)
- Live & Immortal (двойной) 2022)

### Сборники
- The Epic Works 1991–2015 (бокс-сет из 11 дисков) 2019)

### Видеозаписи
- Live & Immortal (DVD) 2022)